# Dariusz Kostecki
Dariusz Kostecki (ur. 1960) – pedagog, fotografik, poeta. Ukończył filologię polską na UMCS w Lublinie. Jest członkiem Fotoklubu Ziemi Chełmskiej oraz Związku Polskich Artystów Fotografików. Od lat dziewięćdziesiątych fotografuje wschodnie pogranicze Polski, zafascynowany jego duchowym bogactwem i różnorodnością kulturową. 
W latach 2007–2012 dyrektor I Liceum Ogólnokształcącego im. Stefana Czarnieckiego w Chełmie.
W 2022 roku nakładem wydawnictwa Austeria wydał tom poetycki Z ciszy.

## Nagrody i wyróżnienia

### Fotografia
- V Biennale Młodych, Gliwice 1983 (brązowy medal FASFwP);
- „Lublin, Lublinianie, Lubelszczyzna”, Lublin 1985 (III nagroda);
- „Fotografia Roku”, Jarosław 1986 (wyróżnienie i Dyplom ZPAF);
- „Fotografia Academica” Międzynarodowa Wystawa Fotografii Absolwentów Szkół Wyższych Uczelni, Pardubice 1986 (wyróżnienie);
- Jubileuszowa wystawa Foto-Klubu Ziemi Chełmskiej, Chełm 1996;
- „Ach Lubelskie, jakie cudne”, Lublin 2005 ( I nagroda),
- Konkurs tygodnika „Newsweek” – Newsreportaż 2005 – druga nagroda w kategorii „Ludzie” ;
- I nagroda w konkursie Urzędu Marszałkowskiego w Lublinie „Lubelskie na weekend”, Lublin 2007;
- Lambiente e la gente DellEuropa e Della Federazione Russa, Alba, Włochy 2007 (IV nagroda)[3].

### Poezja
W 2023 roku tomik W ciszy został nominowany do finału XII edycji Nagrody im. K. I. Gałczyńskiego ORFEUSZ.